# Russell M. Dancy
Russell Mather Dancy (* 13. Dezember 1938 in Schenectady, New York) ist ein US-amerikanischer Philosoph und Philosophiehistoriker auf dem Gebiet der antiken Philosophie.
Dancy studierte an der Ohio Wesleyan University (1956–1960) und erwarb dort 1960 den B.A. in Philosophie. Er setzte seine Studien an der Harvard University fort (1960–1962), die er 1962 mit dem M.A. in Philosophie abschloss. Es folgte ein Auslandsjahr (1962–1963) an der Oxford University mit einem Stipendium der Harvard University. Daran schloss sich ein Promotionsstudium an der Harvard University an. Zum Ph.D. promoviert wurde er dort 1966 mit einer unveröffentlichten Dissertation über Possibility and Eternity in Aristotle.
Dancy war dann zunächst Assistant Professor an der University of Pittsburgh (1966–1970), dann Associate Professor an der Cornell University (1971–1975). 1975 wechselte er an die Florida State University, zunächst als Associate Professor (1975–1977) und schließlich als Professor (1978–2010). Seit 2011 ist er emeritiert. Gastprofessuren führten ihn an die Johns Hopkins University (1970 und 1985) und die University of Virginia (1977–1978 und 1989).
Dancy arbeitet zur antiken Philosophie (Platon, Aristoteles, Speusippos, Xenokrates), zur Sprachphilosophie, zur Metaphysik und zu Martin Heidegger.

## Schriften (Auswahl)
- Sense and Contradiction: A Study in Aristotle. D. Reidel, Dordrecht 1975.
- Two Studies in the Early Academy. State University of New York Press, Albany 1991.
- (Hrsg.): Kant and Critique. New Essays in Honor of W. H. Werkmeister. Kluwer Academic Publishers, Dordrecht 1993.
- Speusippus. In: Edward N. Zalta (Hrsg.): Stanford Encyclopedia of Philosophy, 2003, substantive revision 2016.
- Xenocrates. In: Edward N. Zalta (Hrsg.): Stanford Encyclopedia of Philosophy, 2003, substantive revision 2021.
- Plato’s Introduction of Forms. Cambridge University Press, Cambridge 2004.